# Serghei Uleghin
Serghei Uleghin (n. 8 octombrie 1977, Ienghels, RSFS Rusă, URSS) este un canoist ce a reprezentat Rusia, medaliat olimpic. A participat la o ediție a Jocurilor Olimpice (2008) în care a câștigat o medalie de argint.